# Gorgonisis elyakovi
Gorgonisis elyakovi is een zachte koraalsoort uit de familie Isididae. De koraalsoort komt uit het geslacht Gorgonisis. Gorgonisis elyakovi werd in 1998 voor het eerst wetenschappelijk beschreven door Alderslade. 